# Торськівська сільська рада
То́рськівська сільська́ ра́да — адміністративно-територіальна одиниця та орган місцевого самоврядування в Заліщицькому районі Тернопільської області. Адміністративний центр — село Торське.

## Загальні відомості
- Територія ради: 30,25 км²
- Населення ради: 1 178 осіб (станом на 2001 рік)
- Територією ради протікає річка Потічок

## Населені пункти
Сільській раді підпорядковані населені пункти:
- с. Торське
- с. Глушка
- с. Якубівка

## Склад ради
Рада складається з 16 депутатів та голови.
- Голова ради: Серединський Петро Миколайович
- Секретар ради: Чабан Марія Василівна

### Керівний склад попередніх скликань
| Прізвище, ім'я, по батькові    | Основні відомості                                                        | Дата обрання | Дата звільнення |
| ------------------------------ | ------------------------------------------------------------------------ | ------------ | --------------- |
| Вагалюк Василь Іванович        | Сільський голова, 1950 року народження, член Української Народної Партії | 26.03.2006   | 31.10.2010      |
| Серединський Петро Миколайович | Сільський голова, 1961 року народження, освіта вища, безпартійний        | 31.10.2010   |                 |

Примітка: таблиця складена за даними сайту Верховної Ради України

### Депутати
За результатами місцевих виборів 2010 року депутатами ради стали:

#### За суб'єктами висування
| Суб'єкт висування                                       | Кількість обраних депутатів | %    |
| ------------------------------------------------------- | --------------------------- | ---- |
| Українська Народна Партія                               | 10                          | 62,5 |
| Самовисування                                           | 3                           | 18,8 |
| Політична партія «Наша Україна»                         | 2                           | 12,5 |
| Політична партія Всеукраїнське об'єднання «Батьківщина» | 1                           | 6,3  |

#### За округами
| № округу                                                | Прізвище, ім'я, по батькові       | Дата визнання обраним | Освіта             | Партійна приналежність                        | Відомості про обраного депутата                    |
| ------------------------------------------------------- | --------------------------------- | --------------------- | ------------------ | --------------------------------------------- | -------------------------------------------------- |
| Політична партія Всеукраїнське об'єднання «Батьківщина» |                                   |                       |                    |                                               |                                                    |
| 16                                                      | Лесюк Леся Михайлівна             | 02.11.2010            | середня спеціальна | член Всеукраїнського об'єднання «Батьківщина» | фельдшерсько-акушерський пункт с. Глушка, фельдшер |
| Політична партія «Наша Україна»                         |                                   |                       |                    |                                               |                                                    |
| 6                                                       | Фурла Олег Адамович               | 02.11.2010            | середня спеціальна | позапартійний                                 | тимчасово не працює                                |
| 9                                                       | Кукрицький Тарас Богданович       | 02.11.2010            | середня спеціальна | позапартійний                                 | ПДПЧ-15, пожежник                                  |
| Українська Народна Партія                               |                                   |                       |                    |                                               |                                                    |
| 1                                                       | Оробчук Ярослав Михайлович        | 02.11.2010            | середня спеціальна | позапартійний                                 | База райпостач, шофер                              |
| 2                                                       | Любінецький Володимир Васильович  | 02.11.2010            | середня спеціальна | позапартійний                                 | Заліщики залізнична станція, монтер                |
| 3                                                       | Любінецький Василь Дмитрович      | 02.11.2010            | середня спеціальна | член Української Народної Партії              | тимчасово не працює                                |
| 5                                                       | Тинкалюк Галина Михайлівна        | 02.11.2010            | вища               | позапартійна                                  | Торська загальноосвітня школа І-ІІІ ст., вчитель   |
| 7                                                       | Вітовський Володимир Іванович     | 02.11.2010            | середня спеціальна | позапартійний                                 | приватний підприємець                              |
| 8                                                       | Аносов Володимир Володимирович    | 02.11.2010            | середня спеціальна | позапартійний                                 | ПДПЧ-15, пожарник                                  |
| 10                                                      | Цепенюк Іван Миколайович          | 02.11.2010            | середня            | позапартійний                                 | СФК «Ратай», головний інженер                      |
| 11                                                      | Деркач Марія Іванівна             | 02.11.2010            | середня спеціальна | позапартійна                                  | Сільська рада Торське, техпрацівник                |
| 13                                                      | Матіяш Микола Анатолійович        | 02.11.2010            | середня            | позапартійний                                 | тимчасово не працює                                |
| 15                                                      | Юрчишин Галина Дмитрівна          | 02.11.2010            | середня            | позапартійна                                  | тимчасово не працює                                |
| Самовисування                                           |                                   |                       |                    |                                               |                                                    |
| 4                                                       | Павлюк Ярослав Іванович           | 02.11.2010            | середня спеціальна | позапартійний                                 | тимчасово не працює                                |
| 12                                                      | Добровольський Ярослав Васильович | 16.01.2011            | середня спеціальна | член Всеукраїнського об'єднання «Свобода»     | тимчасово не працює                                |
| 14                                                      | Чабан Марія Василівна             | 14.02.2011            | вища               | позапартійна                                  | ТОрська сільська рада, секретар віиконкому         |